# Côteaux de Château-Jaloux
Côteaux de Château-Jaloux este o arie protejată (sit de importanță comunitară — SCI) din Franța întinsă pe o suprafață de 6 ha, integral pe uscat.

## Localizare
Centrul sitului Côteaux de Château-Jaloux este situat la coordonatele 46°05′55″N 3°06′01″E / 46.09861°N 3.10028°E.

## Înființare
Situl Côteaux de Château-Jaloux a fost declarat arie specială de conservare în baza directivei 92/43 din 1992 referitoare la conservarea habitatelor naturale și a faunei și florei sălbatice pentru a proteja un număr necunoscut de specii din flora spontană și fauna sălbatică aflate în arealul zonei.

## Biodiversitate
Situată în ecoregiunea continentală, aria protejată conține 2 habitate naturale: Formațiuni de Juniperus communis pe lande sau pajiști calcaroase, Pajiști uscate seminaturale și facies de acoperire cu tufișuri pe substraturi calcaroase (Festuco-Brometalia) (* situri importante pentru orhidee).
La baza desemnării sitului se află un număr nedeclarat de specii protejate.
Pe lângă speciile protejate, pe teritoriul sitului au mai fost identificate 7 specii de plante.